# Svømning under sommer-OL 2012 – 4 x 100m medley mænd
4 x 100 meter medley stafet for herrer under sommer-OL 2012 fandt sted den 3. og 4. august i London Aquatics Centre.

## Program
| 3. august                   | 13:28 | Indledende heat |
| 4. august                   | 21:25 | Finale          |
| Alle tidspunkt er dansk tid |       |                 |

## Resultater

### Indledende heat
| Placering | Heat | Bane | Nation         | Svømmere | Tid     | Kommentarer |
| --------- | ---- | ---- | -------------- | --- | ------- | ----------- |
| 1         | 2    | 4    | USA            | Nick Thoman (53.31) Eric Shanteau (59.69) Tyler McGill (51.53) Cullen Jones (48.12)                          | 3:32.65 | Q           |
| 2         | 1    | 1    | Storbritannien | Liam Tancock (53.98) Craig Benson (59.68) Michael Rock (51.66) Adam Brown (48.22)                            | 3:33.44 | Q           |
| 3         | 2    | 3    | Japan          | Ryosuke Irie (53.08) Kosuke Kitajima (59.47) Takeshi Matsuda (52.09) Takuro Fujii (49.00)                    | 3:33.64 | Q           |
| 4         | 1    | 4    | Australien     | Hayden Stoeckel (53.89) Brenton Rickard (59.95) Matt Targett (51.30) Tommaso D'Orsogna (48.59)               | 3:33.73 | Q           |
| 5         | 1    | 3    | Holland        | Nick Driebergen (53.98) Lennart Stekelenburg (1:00.52) Joeri Verlinden (51.46) Sebastiaan Verschuren (47.82) | 3:33.78 | Q           |
| 6         | 2    | 5    | Tyskland       | Helge Meeuw (53.82) Christian vom Lehn (1:01.13) Steffen Deibler (51.18) Marco di Carli (48.15)              | 3:34.28 | Q           |
| 7         | 2    | 6    | Ungarn         | László Cseh (53.78) Dániel Gyurta (59.63) Bence Pulai (52.47) Dominik Kozma (48.56)                          | 3:34.44 | Q           |
| 8         | 1    | 2    | Canada         | Charles Francis (53.91) Scott Dickens (1:00.60) Joe Bartoch (52.43) Brent Hayden (47.52)                     | 3:34.46 | Q           |
| 9         | 2    | 2    | New Zealand    | Gareth Kean (54.01) Glenn Snyders (59.00) Andrew McMillan (52.77) Carl O'Donnell (48.74)                     | 3:34.52 |             |
| 10        | 2    | 7    | Frankrig       | Camille Lacourt (53.63) Giacomo Perez d'Ortona (1:00.03) Romain Sassot (52.17) Yannick Agnel (48.77)         | 3:34.60 |             |
| 11        | 1    | 8    | Kina           | Cheng Feiyi (53.70) Li Xiayan (1:00.96) Zhou Jiawei (51.44) Lu Zhiwu (48.55)                                 | 3:34.65 |             |
| 12        | 1    | 7    | Rusland        | Vladimir Morozov (53.99) Viatcheslav Sinkevich (1:00.80) Nikolay Skvortsov (51.83) Andrey Grechin (48.32)    | 3:34.94 |             |
| 13        | 2    | 8    | Sydafrika      | Charl Crous (55.23) Cameron van der Burgh (58.96) Chad le Clos (51.83) Leith Shankland (49.21)               | 3:35.23 |             |
| 14        | 1    | 5    | Italien        | Mirco Di Tora (54.67) Fabio Scozzoli (1:00.28) Matteo Rivolta (53.10) Luca Dotto (48.83)                     | 3:36.88 |             |
| 15        | 1    | 6    | Brasilien      | Thiago Pereira (54.45) Felipe França Silva (1:00.77) Kaio de Almeida (53.61) Marcelo Chierighini (48.17)     | 3:37.00 |             |
| 16        | 2    | 1    | Polen          | Radosław Kawęcki (54.65) Dawid Szulich (1:01.39) Paweł Korzeniowski (52.40) Kacper Majchrzak (49.72)         | 3:38.16 |             |

### Finale
| Plasecering | Bane | Nation         | Svømmere                                                                                 | Tid     | Kommentarer |
| ----------- | ---- | -------------- | ---------------------------------------------------------------------------------------- | ------- | ----------- |
| Guld        | 4    | USA            | Matt Grevers (52.58) Brendan Hansen (59.19) Michael Phelps (50.73) Nathan Adrian (46.85) | 3:29.35 |             |
| Sølv        | 3    | Japan          | Ryosuke Irie () Kosuke Kitajima () Takeshi Matsuda () Takuro Fujii ()                    | 3:31.26 |             |
| Bronze      | 6    | Australien     | Hayden Stoeckel () Christian Sprenger () Matt Targett () James Magnussen ()              | 3:31.58 |             |
| 4           | 5    | Storbritannien | Liam Tancock () Michael Jamieson () Michael Rock () Adam Brown ()                        | 3:32.32 |             |
| 5           | 1    | Ungarn         | László Cseh () Dániel Gyurta () Bence Pulai () Dominik Kozma ()                          | 3:33.02 |             |
| 6           | 7    | Tyskland       |                                                                                          | 3:33.06 |             |
| 7           | 2    | Holland        |                                                                                          | 3:33.46 |             |
| 8           | 8    | Canada         |                                                                                          | 3:34.19 |             |